# أحمد الحوراني
أحمد الحوراني هو لاعب كرة قدم أردني في مركز الهجوم، ولد في 13 يوليو 1991 في الرمثا في الأردن. شارك مع منتخب الأردن تحت 20 سنة لكرة القدم. أما مع النوادي، فقد لعب مع النادي الفيصلي ونادي اتحاد الرمثا ونادي الرمثا.